# 제임스 글레이셔

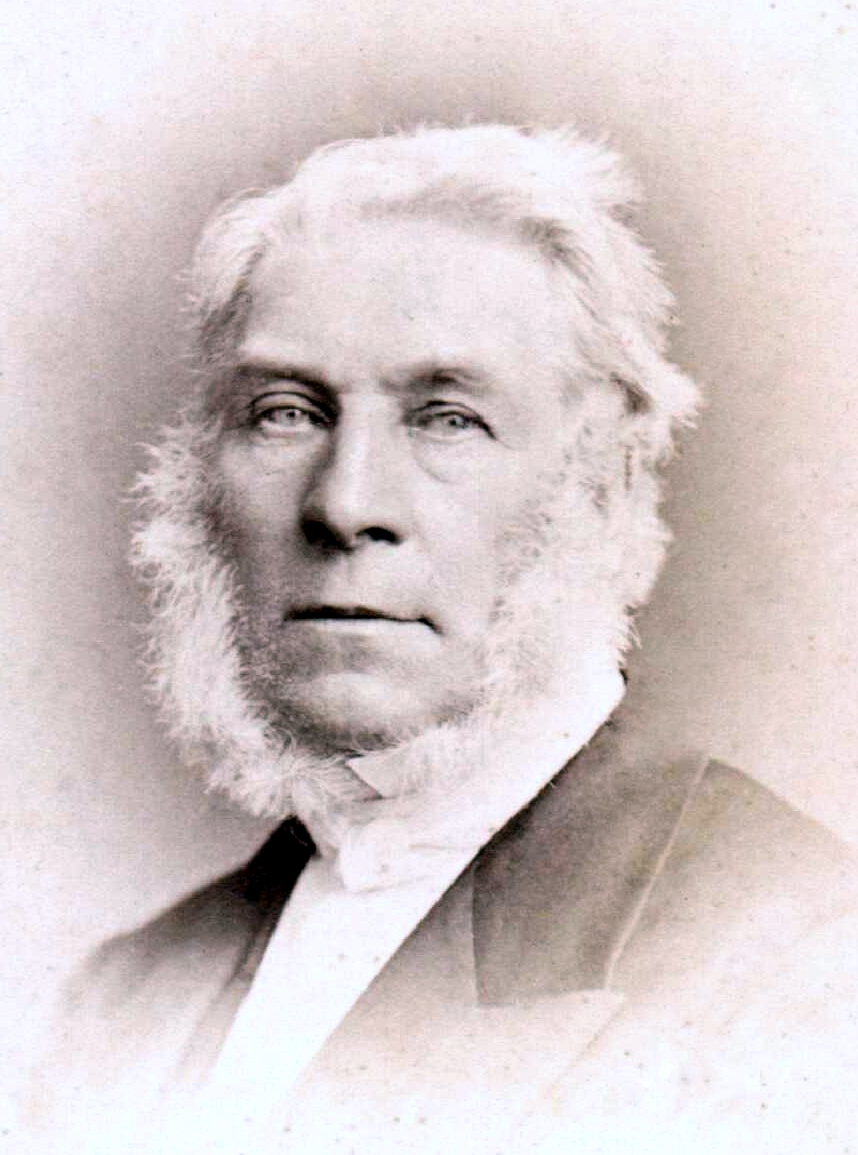

제임스 글레이셔(James Glaisher, 1809년 4월 7일 ~ 1903년 2월 7일)는 잉글랜드의 항공공학, 천문학자이다.

## 생애
런던의 손목시계제조자의 아들로 Rotherhithe에서 태어난 글레이셔는 1833년부터 1835년까지 케임브리지 천문대의 조수였으며 이후 그리니치 천문대로 넘어가서 34년 간 그리니치의 Department of Meteorology and Magnetism의 관리자로 일했다.

## 인식
달 분화구 하나의 이름이 그의 이름을 따서 지어졌다. 이 이름은 1935년 국제천문연맹(IAU)에 의해 승인을 받았다.